# Henry Stöhr
Henry Stöhr (* 1. Juni 1960 in Reichenbach) ist ein ehemaliger Judoka aus der Deutschen Demokratischen Republik (DDR). Er gewann 1988 eine olympische Silbermedaille.

## Sportkarriere
Stöhr begann seine sportliche Karriere erst 1977 bei der TSG Rodewisch. Ein Jahr später gewann der 1,94 Meter große Athlet die Bezirksmeisterschaft und wurde zum SC Dynamo Hoppegarten delegiert. 1981 gewann er in der offenen Kategorie seinen ersten DDR-Meistertitel. Im Jahr darauf erkämpfte Stöhr seinen ersten großen Titel, als er bei der Europameisterschaft 1982 in Rostock in der Schwergewichtskategorie siegte. Ein Jahr später gewann er bei der Weltmeisterschaft in Moskau Bronze. Besonders erfolgreich war Stöhr bei der Europameisterschaft 1986 in Belgrad, als er Gold in der offenen Klasse und Silber im Schwergewicht gewann. Bei den Olympischen Spielen 1988 in Seoul erreichte Stöhr das Finale im Schwergewicht, wo er gegen Hitoshi Saitō durch Keikoku unterlag. 1990 gewann Stöhr den letzten Meistertitel des Deutschen Judo-Verbandes der DDR im Schwergewicht und seinen 13. DDR-Titel insgesamt. Für seine DDR-Meistertitel wurde er zusammen mit Petra Sonntag, die elf Einzeltitel bei DDR-Meisterschaften errungen hatte, ins Guinness-Buch der Rekorde 1992 aufgenommen.
1990 wechselte er zum TSV Abensberg und wurde auf Anhieb im Finalkampf gegen Jochen Plate auch in der BRD Deutscher Meister im Schwergewicht, sodass er zweifacher deutscher Titelträger in einem Jahr war. 1991 gewann er seinen zweiten Europameistertitel. Bei seiner zweiten Olympiateilnahme 1992 in Barcelona schied Stöhr im Achtelfinale gegen David Douillet aus. Stöhrs letzte große Meisterschaft war die Weltmeisterschaft 1993 in Hamilton, dort unterlag er im Finale gegen Rafał Kubacki.
Stöhr war gelernter Zerspanungsfacharbeiter. Nach seinem Wechsel zum SC Dynamo Hoppegarten stieg er als Sportsoldat zum Leutnant der Volkspolizei auf. Nach fünf Jahren in Abensberg zog Henry Stöhr 1995 zurück ins Vogtland. Er ist Trainer des Judo-Bundesligisten Ippon Rodewisch, des Vereins, bei dem er unter dem damaligen Namen TSG Rodewisch seine Karriere begonnen hatte.
Stöhr wurde in der DDR mehrmals mit dem Vaterländischen Verdienstorden ausgezeichnet; 1988 erhielt er diesen Orden in Silber.

## Erfolge im Überblick
- Olympische Spiele
  - 1988 Silber Schwergewicht
- Weltmeisterschaften
  - 1983 Bronze Schwergewicht
  - 1987 Bronze Offene Klasse
  - 1993 Silber Offene Klasse
- Europameisterschaften
  - 1982 Gold Schwergewicht
  - 1986 Gold Offene Klasse
  - 1986 Silber Schwergewicht
  - 1988 Bronze Schwergewicht
  - 1991 Gold Schwergewicht
  - 1993 Bronze Offene Klasse
- DDR-Meistertitel
  - Schwergewicht: 1982, 1983, 1984, 1985, 1987, 1988, 1990
  - Offene Klasse: 1981, 1982, 1983, 1984, 1985, 1988
- Deutsche Meistertitel
  - 1990, 1992
- Deutscher Mannschaftsmeister
  - 1991, 1993, 1994, 1995 (mit dem TSV Abensberg)